# Татарева, Анастасия Алексеевна
Анастасия Алексеевна Татарева (род. 19 июля 1997, Екатеринбург) — российская гимнастка. Олимпийская чемпионка (2016), серебряный призёр Олимпиады в Токио, многократная чемпионка мира и Европы. Заслуженный мастер спорта России.

## Карьера
Воспитанница екатеринбургской детско-юношеской спортивной школы «Виктория». Тренируется в Дмитрове у А. В. Шумиловой. В 2014 году Анастасия стала чемпионкой Европы и мира в групповых упражнениях.
В 2015 году стала двукратной чемпионкой I Европейских игр 2015, затем выиграла два «золота» и одно «серебро» в групповых упражнениях на чемпионате мира в Штутгарте, также завоевав лицензию на участие в Олимпийских играх 2016 года в Рио-де-Жанейро. В 2016 году победила на чемпионате Европы в Холоне, а также стала олимпийской чемпионкой, выступив в Рио-де-Жанейро в групповом многоборье (вместе с Верой Бирюковой, Анастасией Близнюк, Анастасией Максимовой и Марией Толкачёвой).
В 2017 году на чемпионате мира в Пезаро в составе обновлённой команды (Анастасия Близнюк, Мария Кравцова, Евгения Леванова, Ксения Полякова, Анастасия Татарева, Мария Толкачёва) выиграла две золотые медали (многоборье и упражнение с тремя мячами/двумя скакалками) и одну серебряную (упражнение с пятью обручами).

## Награды
- Орден Дружбы (25 августа 2016 года) — за высокие спортивные достижения на Играх XXXI Олимпиады 2016 года в городе Рио-де-Жанейро (Бразилия), проявленные волю к победе и целеустремлённость[2].
- Медаль ордена «За заслуги перед Отечеством» I степени (11 августа 2021 года) — за большой вклад в развитие отечественного спорта, высокие спортивные достижения, волю к победе, стойкость и целеустремлённость, проявленные на Играх XXXII Олимпиады 2020 года в городе Токио (Япония)[3].